# Irina Serova
Irina Serova (russisch Ирина Серова; * 14. Mai 1966, geborene Irina Roschkowa, russisch Ирина Рожкова, engl. Irina Rozhkova) ist eine österreichische Badmintonspielerin russischer Herkunft.

## Karriere
Irina Serova gewann 1988 und 1989 die USSR International gefolgt von Siegen bei den Cyprus International 1989, den Bulgarian International 1990 und den Irish Open 1990. Die Titel bei den Czechoslovakian International, Hungarian International und Malta International 1992 erkämpfte sie bereits für ihre neue Heimat Österreich, wo sie in der Folge zehn nationale Titel gewann.

## Sportliche Erfolge
| Saison    | Veranstaltung                   | Disziplin   | Platz | Name                              |
| --------- | ------------------------------- | ----------- | ----- | --------------------------------- |
| 1987      | Polish International            | Dameneinzel | 1     | Irina Serova                      |
| 1988      | USSR International              | Damendoppel | 1     | Elena Rybkina / Irina Serova      |
| 1989      | USSR International              | Damendoppel | 1     | Svetlana Belyasova / Irina Serova |
| 1989      | Cyprus International            | Dameneinzel | 1     | Irina Serova                      |
| 1989      | Cyprus International            | Damendoppel | 1     | Tatyana Arefyeva / Irina Serova   |
| 1989      | Cyprus International            | Mixed       | 1     | Vladimir Serov / Irina Serova     |
| 1990      | Bulgarian International         | Mixed       | 1     | Nikolai Sujew / Irina Serova      |
| 1990      | Bulgarian International         | Dameneinzel | 1     | Irina Serova                      |
| 1990      | Irish Open                      | Dameneinzel | 1     | Irina Serova                      |
| 1990      | Irish Open                      | Mixed       | 1     | Michael Keck / Irina Serova       |
| 1991      | Bulgarian International         | Dameneinzel | 1     | Irina Serova                      |
| 1991      | Czechoslovakian International   | Dameneinzel | 1     | Irina Serova                      |
| 1992      | Hungarian International         | Mixed       | 1     | Heinz Fischer / Irina Serova      |
| 1992      | Czechoslovakian International   | Mixed       | 1     | Heinz Fischer / Irina Serova      |
| 1992      | Czechoslovakian International   | Dameneinzel | 1     | Irina Serova                      |
| 1992      | Malta International             | Dameneinzel | 1     | Irina Serova                      |
| 1992/1993 | EBU Circuit                     | Mixed       | 1     | Heinz Fischer / Irina Serova      |
| 1993      | Austrian International          | Dameneinzel | 1     | Irina Serova                      |
| 1993      | Bulgarian International         | Dameneinzel | 1     | Irina Serova                      |
| 1993/1994 | EBU Circuit                     | Dameneinzel | 1     | Irina Serova                      |
| 1994      | Slovenian International         | Dameneinzel | 1     | Irina Serova                      |
| 1994      | Canada Open                     | Mixed       | 1     | Jürgen Koch / Irina Serova        |
| 1994      | Czech International             | Mixed       | 1     | Jürgen Koch / Irina Serova        |
| 1994      | Österreich: Einzelmeisterschaft | Dameneinzel | 1     | Irina Serova                      |
| 1994      | Österreich: Einzelmeisterschaft | Mixed       | 1     | Vladimir Serov / Irina Serova     |
| 1994      | Czech International             | Dameneinzel | 1     | Irina Serova                      |
| 1995      | Hungarian International         | Mixed       | 1     | Jürgen Koch / Irina Serova        |
| 1997      | Österreich: Einzelmeisterschaft | Mixed       | 1     | Jürgen Koch / Irina Serova        |
| 1997      | Österreich: Einzelmeisterschaft | Damendoppel | 1     | Bettina Weilguni / Irina Serova   |
| 1998      | Österreich: Einzelmeisterschaft | Dameneinzel | 1     | Irina Serova                      |
| 1998      | Österreich: Einzelmeisterschaft | Damendoppel | 1     | Bettina Weilguni / Irina Serova   |
| 1999      | Österreich: Einzelmeisterschaft | Dameneinzel | 1     | Irina Serova                      |
| 1999      | Österreich: Einzelmeisterschaft | Damendoppel | 1     | Bettina Weilguni / Irina Serova   |
| 2000      | Österreich: Einzelmeisterschaft | Damendoppel | 1     | Bettina Weilguni / Irina Serova   |
| 2001      | Österreich: Einzelmeisterschaft | Damendoppel | 1     | Bettina Weilguni / Irina Serova   |